# Вулиця Тбіліська (Тернопіль)
Вулиця Тбіліська - вулиця у житловому масиві «Дружба» міста Тернополя.

## Відомості
Розпочинається та пролягає паралельно вулиці Яремчука. Довжина вулиці — 110 м. На вулиці є виключно приватні будинки.